# Helga Knapp
Helga Knapp (...) è un'ex sciatrice alpina austriaca paralimpica, che ha rappresentato l'Austria nello sci alpino paralimpico ai Giochi paralimpici invernali del 1988 a Innsbruck e del 1992 a Albertville, competizione che l'ha vista vincitrice di due medaglie: una medaglia d'oro e una di bronzo.

## Carriera

### Paralimpiadi 1988
Alle Paralimpiadi invernali del 1988 a Innsbruck, in Austria, Knapp non ha centrato il podio, posizionandosi al 9º posto nella gara di slalom gigante (con un tempo di 2:17.46), al 4º posto nello slalom speciale in 1:41.65 e al 6° nella discesa libera (tempo 1:31.62). Tutte le gare si sono svolte nella categoria LW2.

### Paralimpiadi 1992
Quattro anni più tardi, ai Giochi paralimpici invernali di Albertville del 1992, Knapp ha vinto l'oro nello slalom speciale LW2 con un tempo di 1:24.49 (argento per Nadine Laurent con 1:25.90 e bronzo per Roni Sasaki con 1:26.05) e il bronzo nel superG LW2 (davanti a lei Roni Sasaki, medaglia d'oro e Sarah Billmeier, quella d'argento). Ha rageggiato anche nella discesa libera; piazzandosi al 4º posto, dietro alle statunitensi Sarah Billmeier, Cathy Gentile-Patti e Roni Sasaki.

## Palmarès

### Paralimpiadi
- 2 medaglie:
  - 1 oro (slalom speciale LW2 a Tignes 1992)
  - 1 bronzo (supergigante LW2 a Tignes 1992)